# پودینگ شکلاتی
پودینگ شکلاتی (انگلیسی: Chocolate pudding) دسری با طعم شکلات است. این پودینگ دو نوع اصلی دارد: نوع نخست که ابتدا جوشانده و سپس سرد شده و بافت روکشی رویش تشکیل میشود، در آمریکا و کانادا رایج است و نوع دوم که بخارپز یا پخته شده و شبیه به کیک است، در بریتانیا، ایرلند، استرالیا و نیوزلند رایج است.